# Tears
«Tears» es una famosa balada del grupo de rock japonés X Japan, fue lanzada en 1993 en un sencillo y más tarde en 1996 se lanzaría dentro del álbum Dahlia. A esta canción le pasa lo mismo que a Silent Jealousy, es muy famosa pero tan solo ha sido interpretada cuatro veces, dos para programas musicales y otras dos los últimos días de 1993 en el X Japan Returns, aunque Toshi hizo alguna versión acústica en el Dahlia Tour.
La canción está compuesta íntegramente por Yoshiki quien dice que la compuso para su padre muerto y que hide le convenció para que la sacara al mercado. La semana de su salida, como casi todas las canciones de X Japan, fue número uno en ventas en Japón.

## Créditos
- Yoshiki (batería y piano)
- hide (guitarra)
- Pata (guitarra)
- Toshi (vocal)
- Heath (bajo)

- Datos: Q1326336